# Villanueva (El Barco de Valdeorras)
Villanueva (llamada oficialmente Santa María de Vilanova de Valdeorras) es una parroquia y un lugar español del municipio de El Barco de Valdeorras, en la provincia de Orense, Galicia.

## Toponimia
La parroquia también es conocida por los nombres de Santa María de Vilanova y Santa María de Villanueva.

## Organización territorial
La parroquia está formada por dos entidades de población:
- Villanueva (Vilanova)
- Vilobal (Viloval)

## Demografía

### Parroquia
| Gráfica de evolución demográfica de Villanueva (parroquia) entre 2000 y 2022 |
|                                                                              |
| Datos según el nomenclátor publicado por el INE.                             |

### Lugar
| Gráfica de evolución demográfica de Villanueva (lugar) entre 2000 y 2022 |
|                                                                          |
| Datos según el nomenclátor publicado por el INE.                         |